# Cultura de la daga de bronze
La cultura de la daga de bronze és un conjunt arqueològic de finals de l'edat de bronze a la Xina i a Corea, a la zona que cobreix l'actual Manxúria i Corea, des de l'any 800 ae fins al 200 de. Els objectes de la cultura es troben sobretot a l'àrea de Liaoning, al nord-est de la Xina i a la península de Corea. Molts objectes de bronze com joies, instruments musicals, espills o armes caracteritzen aquesta cultura, però les espases i dagues —de 30 cm de llarg, sense mànec, amb una part especial a la base que permet fixar-ne una ansa— són les més característiques.[1] L'estat actual dels descobriments arqueològics permet distingir les dues regions a causa dels models específics. Els bronzes de Liaoning contenen un major percentatge de zinc que els de les cultures de bronze veïnes.

## Descripció general
Lee Chung-kyu (1996) considera que aquesta cultura es divideix en cinc fases de producció: les fases I i II tipificades per dagues en
«grandària vespa» o «llaüt»; les fases IV i V per dagues llargues i fines; i la fase III per la transició entre les dues. D'aquestes, les restes de les fases I, II i III es poden trobar tant a la península de Corea com al nord-est de la Xina, però les restes de les fases IV i V es troben quasi només a Corea.[1][3]
Segons Yi Yundae (2009), dues fases se'n desenvoluparen a Corea entre el s. IV i el II, a la província de Chungcheong i al sud-oest de la província de Jeolla.[4] Llavors, entre el II s. ae i el s. II de, el declivi d'aquesta cultura va en paral·lel amb l'expansió de la tecnologia del ferro i el sorgiment d'una nova societat en què es realitzen les primeres confederacions, corresponents al període Samhan. Aquest últim estat de recerques permet distingir entre la cultura de Liaoning i la cultura coreana.[5] Pocs objectes de Liaoning «grandària vespa» es descobriren a la península: només donen testimoniatge dels intercanvis regionals. Les espases llargues i fines són, però, específiques de la península.

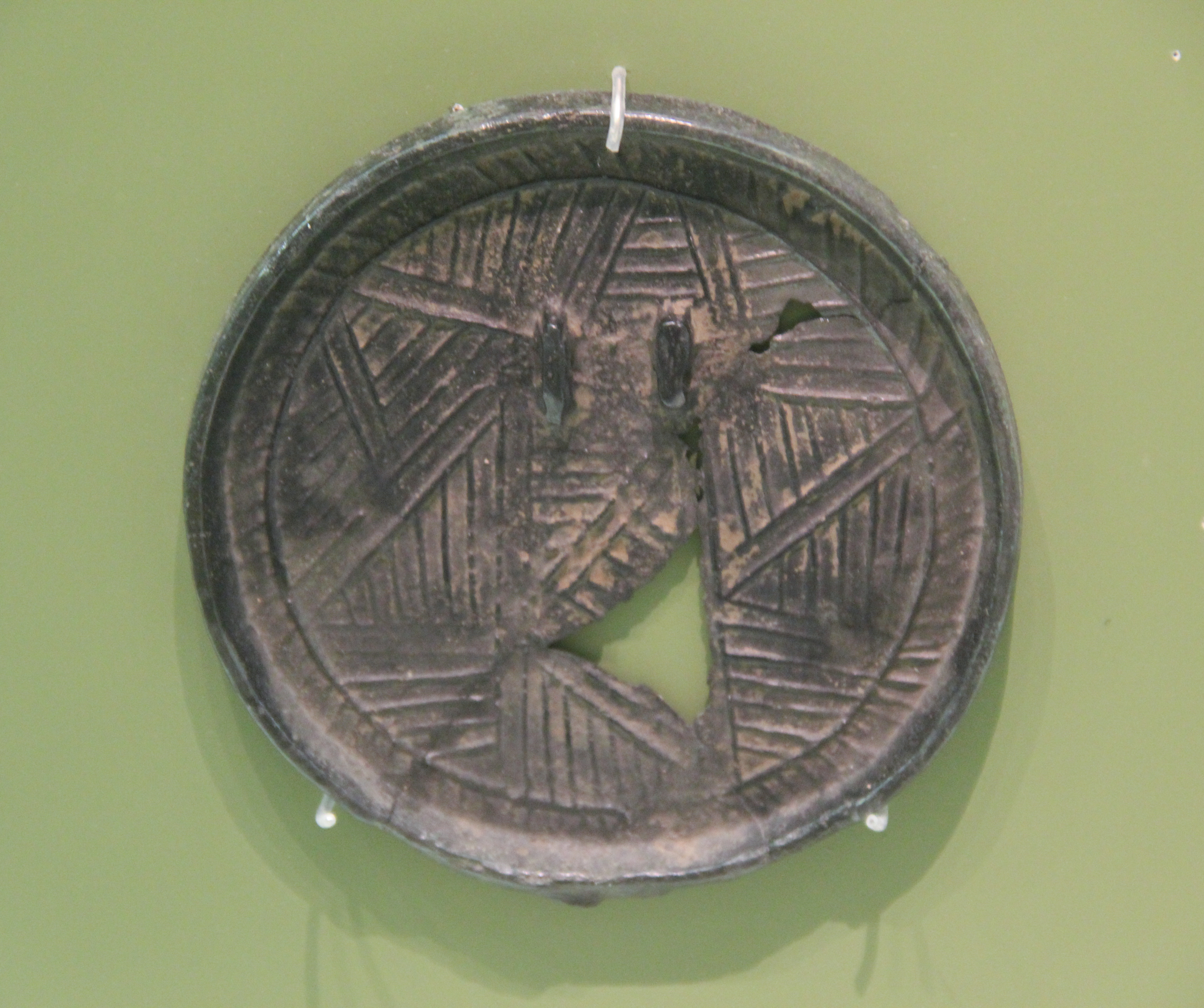
Espill de bronze, diàmetre: 11,2 cm. Voltants de Pyongyang. Període de Gojoseon, començament de l'edat del ferro. Museu Nacional de Corea

El bronze de Liaoning és més ric en zinc que el de les àrees circumdants i en aquest moment els intercanvis es feren en un espai que s'estenia sobre la península de Corea i Manxúria. Però el Regne de Gojoseon dominava el comerç entre la Xina i la resta de la península. El període d'activitat més intens d'aquesta cultura correspon a una producció massiva d'objectes de bronze al sud de Corea i a tota una xarxa comercial activa des de Liaodong. Abans de l'establiment de la comandància de Lelang —moderna Pyongyang—,[6] les relacions amb la cort Han estan documentades al sud de la península.[7] D'altra banda, quant a la cultura del ferro es distingeixen dues fases.[8] Del s. IV al II ae, la cultura de ferro del poble Yan es transmeté a la península;[7] aquesta etapa correspon a la dels Regnes Combatents.[1] Els objectes de ferro s'obtenen amb motlles: corbelles, aixades, etc. Després, a la fi del s. II i principis del s. I, la major part era ferro forjat, amb producció i comerç de moltes armes.

## Dagues de «grandària vespa»

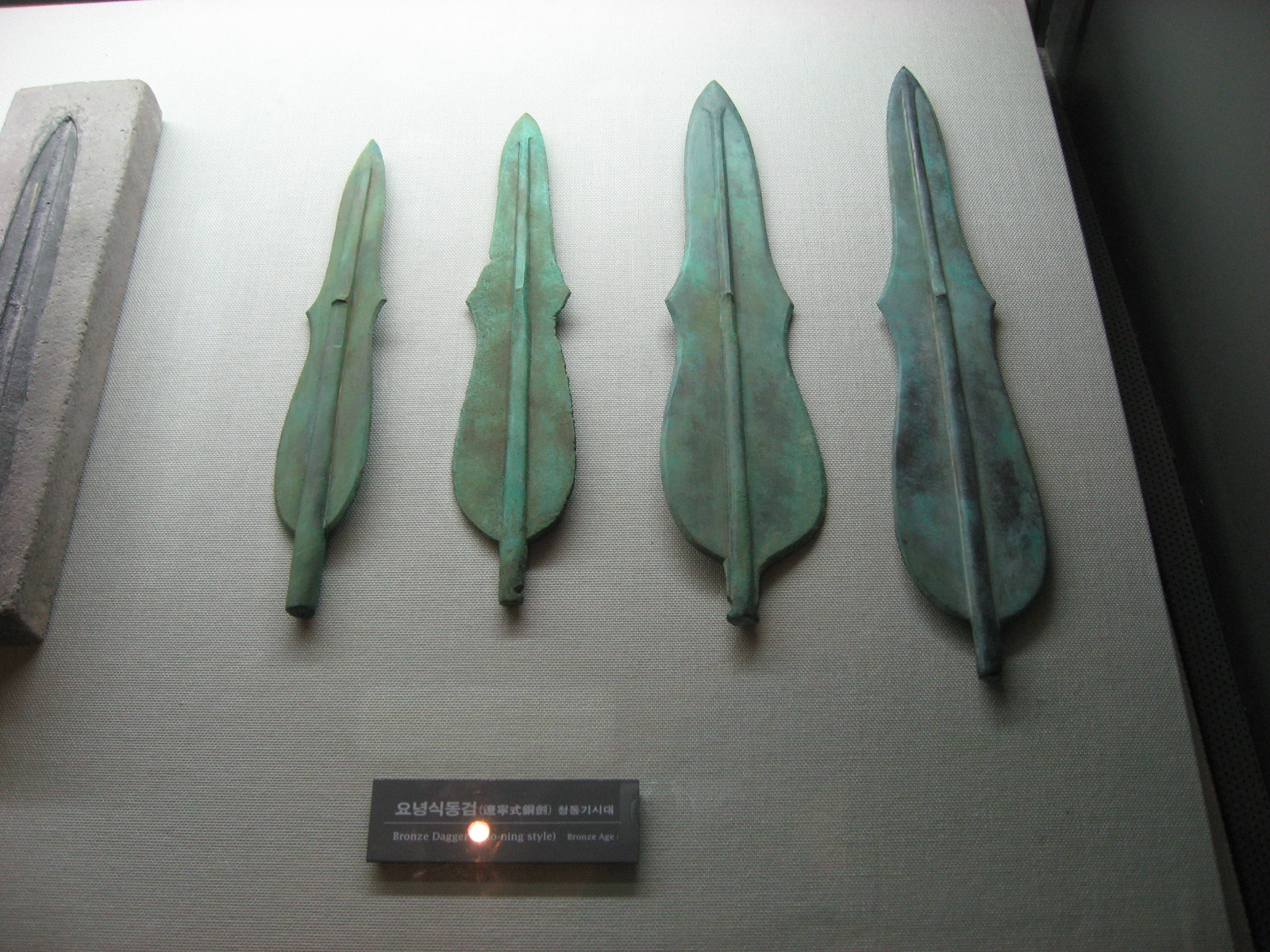
Dagues de bronze de «grandària vespa» a «llaüt», del tipus Liaoning. Edat de bronze, War Memorial of Korea, Seül

La primera fase marca el començament de la fabricació d'objectes de bronze, però encara sense dagues, que apareixeran als s. VI i VII aC. Els primers objectes corresponents a aquest període no han estat trobats fins que des de Liaoning s'estengueren a poc a poc a Corea. En la segona fase, a Corea del Sud apareix una forma especial de dagues, i això suggereix que la producció de bronze començà en aquesta regió a nivell local. En la fase inicial d'aquesta cultura a la península de Corea, hi ha espases, dagues, espills amb decoració senzilla i objectes que semblen escuts: tots mostren una forta influència de la cultura de bronze de Liaoning.[9]
La daga de «grandària vespa» caracteritza la producció d'armes típiques coreanes: sembla relacionada amb la xinesa de Liaoning. Al principi, s'obtenia amb motlle i, al final de l'edat del bronze, directament en el moment de la fosa.[10] Així esdevingué un objecte ritual: la guarda i el pom són desproporcionats per ser decorats amb formes d'animals, sobretot cignes i cavalls. És probable que la tecnologia del bronze arribés a Corea des del nord-est de la Xina, on s'havia utilitzat durant molt de temps (al voltant del 2000 ae). Però Corea en feu una producció pròpia i independent.[11]
L'evidència obtinguda de la ceràmica d'aquesta època indica que en aquest moment la cultura de la daga de bronze incloïa diversos grups culturals. S'hi identificaren quatre estils diferents de ceràmica, centrats a la vall del riu Taedong, a les regions de Chungcheong, del sud i nord, i a la vall de Geum, al nord-est de la Xina i també al sud. A la península de Corea, amb l'illa província de Jeju-do també.

## Dagues llargues i fines
Aquesta última fase de la cultura de la daga de bronze tant a Corea com a Liaoning se sol anomenar «cultura de la daga de bronze de Corea», perquè es limita sobretot a la península de Corea. En aquest moment, els objectes de la cultura Liaoning comencen a desaparéixer de l'àrea nord-est de la Xina. Una nova forma de daga, llarga i fina, apareix a la península de Corea.
La major concentració d'aquestes dagues de bronze es troba a la vall del Geum, a la província de Chungcheong-do. Això sembla indicar que la majoria de les dagues es produïren ací, i les altres regions de la península les adquiriren per intercanvis comercials. El comerç també es feu per mar, ja que s'han trobat objectes d'aquesta última fase en jaciments arqueològics japonesos.

Lee divideix aquesta fase en dues seccions diferents: una que data del s. III ae, en què predominava la producció de dagues fines i llargues, i una altra que data del s. II ae, en què les dagues solen anar acompanyades d'espills de bronze amb decoracions geomètriques, alabardes i puntes de llança, influenciades per l'estat xinés de Qin.[3] En la primera part, hi hagué una única producció de terrissa d'aplicacions d'argila que es troba en tota Corea, però en la segona apareix ceràmica distintiva al nord-oest i en la resta de la península. Es tracta bàsicament d'una expansió d'aquest període que també es caracteritza per la proliferació d'objectes dedicats als rituals com cascavells i espills de bronze amb una decoració lineal d'estel.

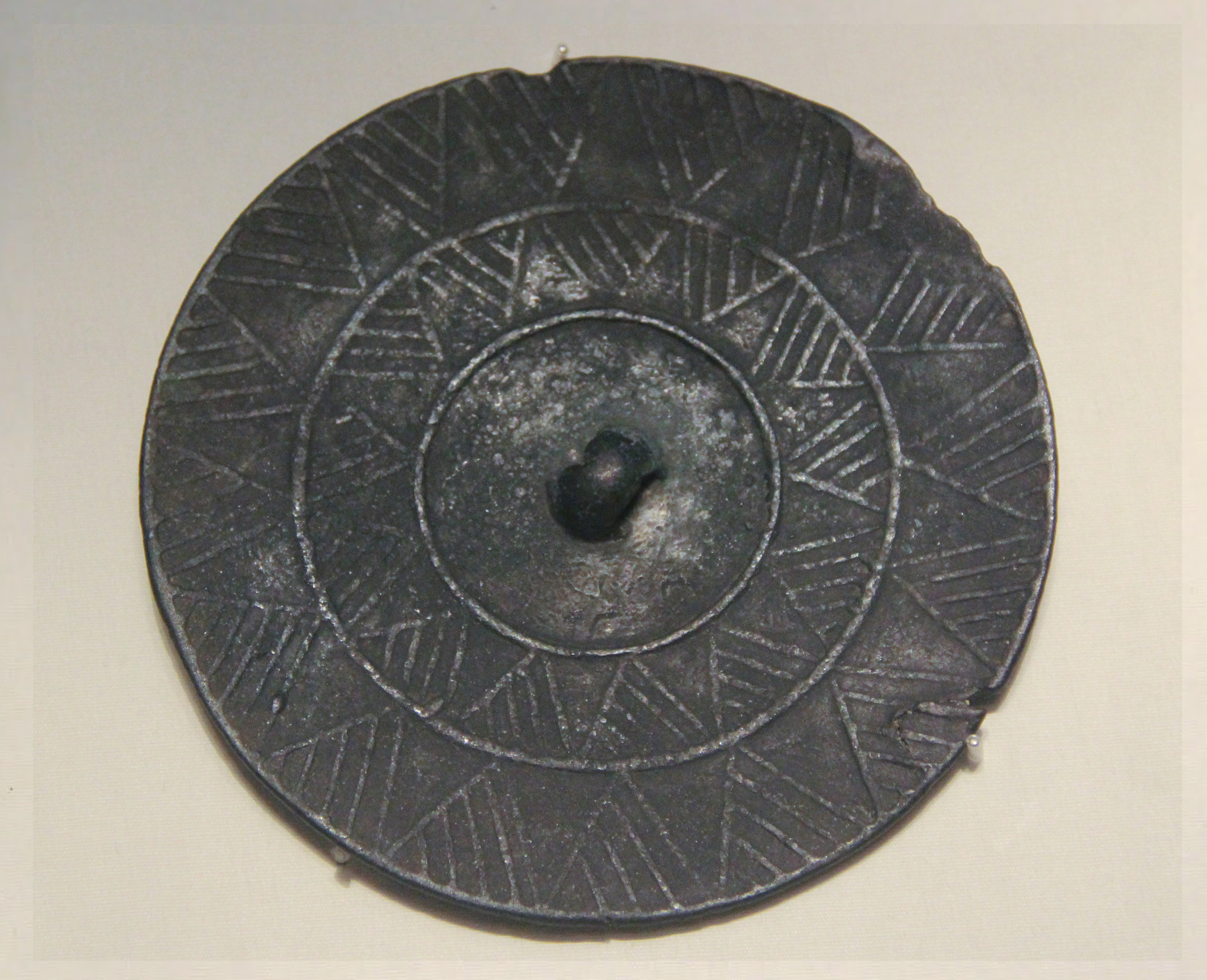
Espill de bronze tipus cultura de Qijia (?) 2200-1600 ae
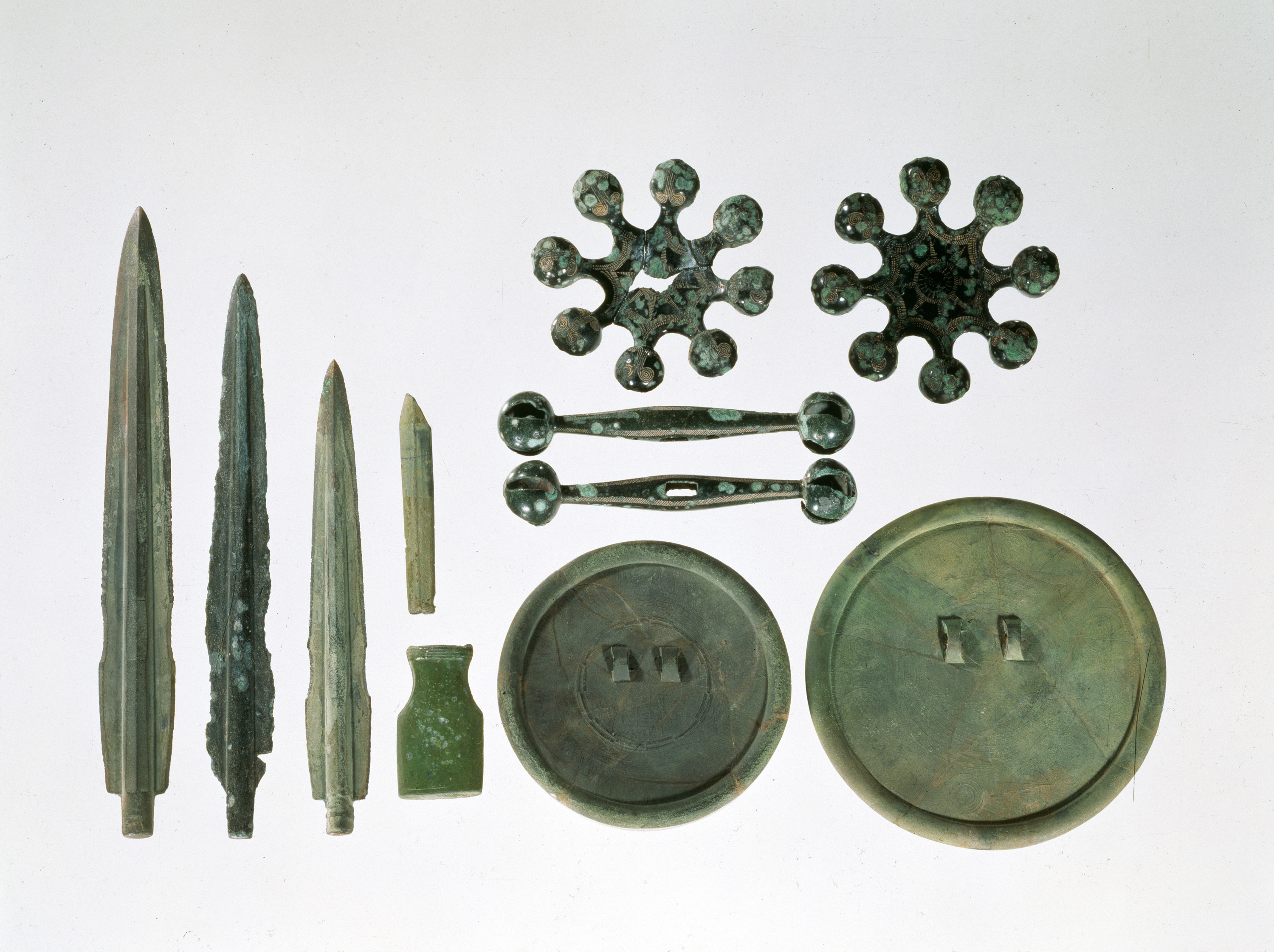
Bronzes de la II fase d'expansió. Dagues, cisell i destral, «maraques» (cara i perfil) i espills. Lloc de Daegok. Museu Nacional de Corea
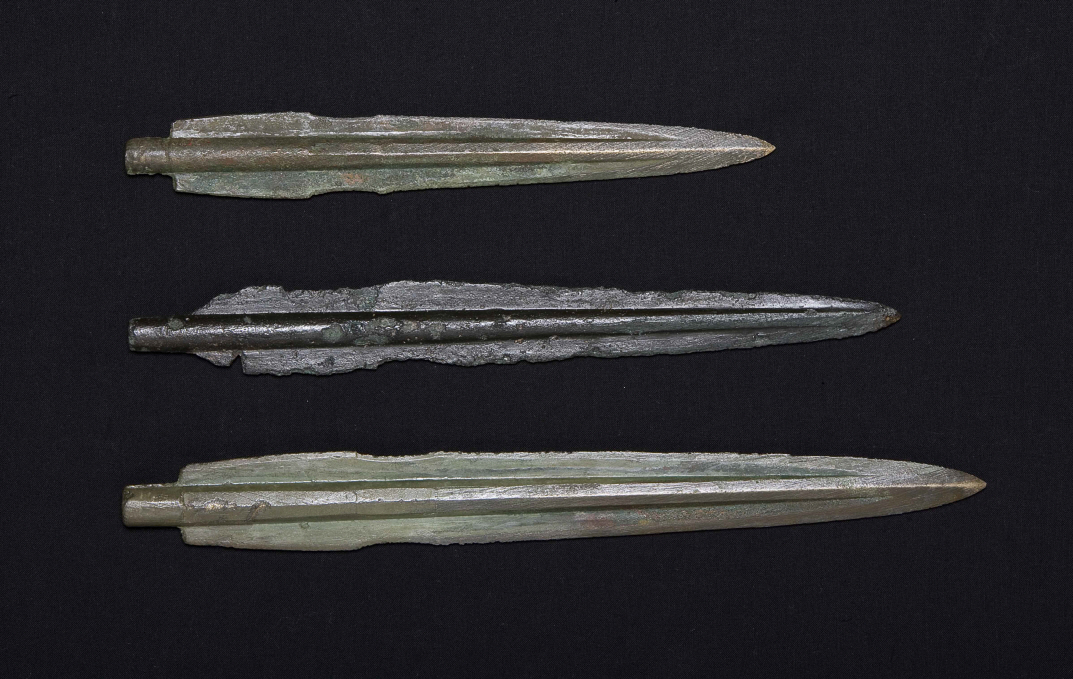
Dagues. Bronzes de la II fase d'expansió. Lloc de Daegok
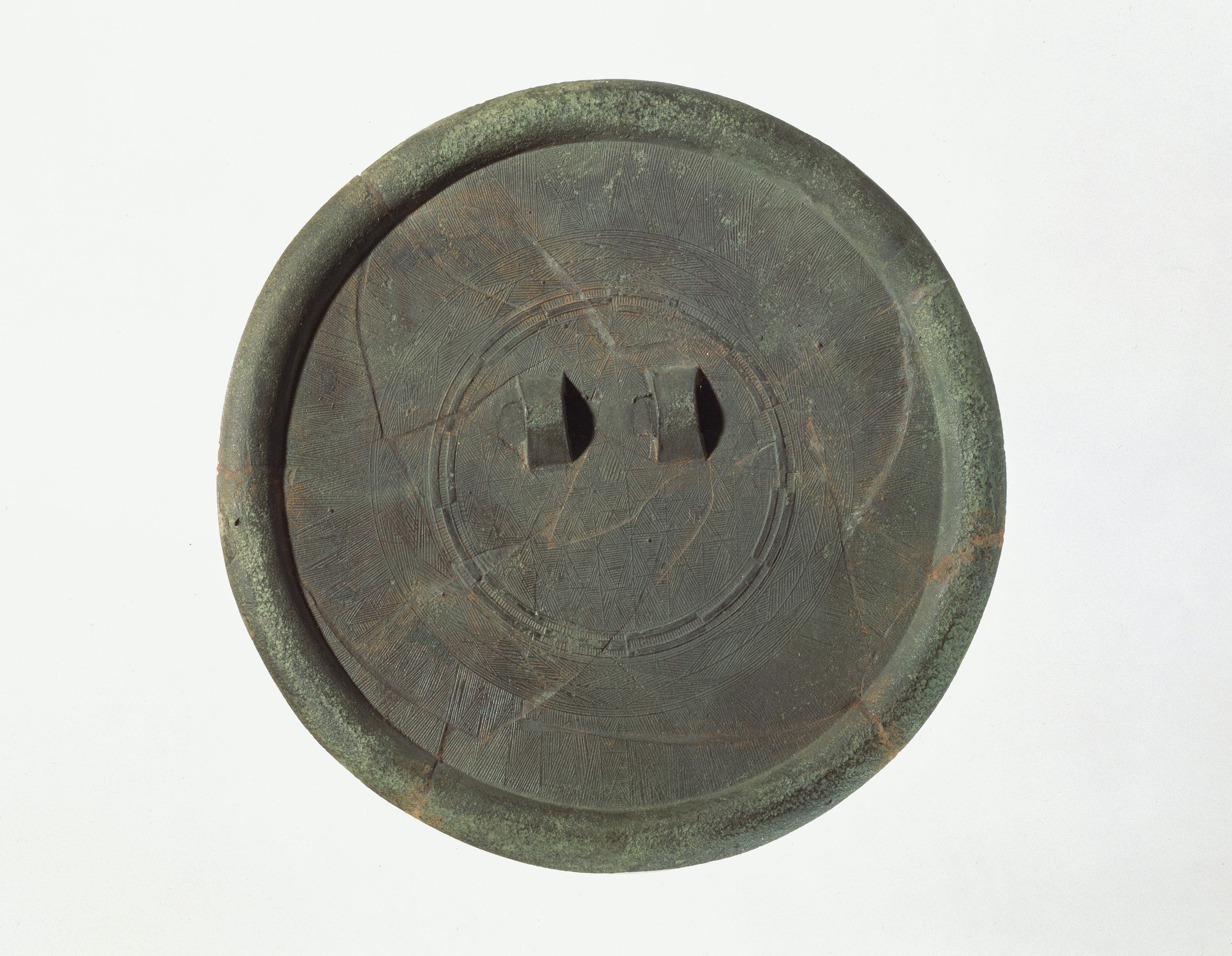
Espill de bronze amb una decoració lineal en relleu molt fi, que inclou motius d'«estel radiant» i fris de tires «positives-negatives». Lloc de Daegok